# Mal
Mal là một thành phố và khu đô thị của quận Jalpaiguri thuộc bang Tây Bengal, Ấn Độ.

## Nhân khẩu
Theo điều tra dân số năm 2001 của Ấn Độ, Mal có dân số 23.212 người. Phái nam chiếm 52% tổng số dân và phái nữ chiếm 48%. Mal có tỷ lệ 74% biết đọc biết viết, cao hơn tỷ lệ trung bình toàn quốc là 59,5%: tỷ lệ cho phái nam là 79%, và tỷ lệ cho phái nữ là 68%. Tại Mal, 11% dân số nhỏ hơn 6 tuổi.